# Jeanne Maréchal
Pour les articles homonymes, voir Maréchal.
Jeanne Maréchal, née Jeanne Prunier le 20 mars 1885 à Paris 13e et morte le 25 novembre 1967 à Paris 18e, est une journaliste française cofondatrice en 1915 de l'hebdomadaire satirique Le Canard enchaîné.

## Biographie
Jeanne Maréchal a au moins un frère.
Elle fonde avec Henri-Paul Deyvaux-Gassier et son mari Maurice Maréchal le journal Le Canard enchaîné le 10 septembre 1915. Elle s'occupe notamment de l'administration du journal, allant même jusqu'à participer à la distribution, à vélo,.
Lorsque son mari meurt en 1942, détenant 54,1% des actions du journal, elle prend le contrôle de la société éditrice. Elle s'occupe de relancer l'hebdomadaire après la deuxième guerre mondiale et refuse l'offre d'achat de la société Hachette en 1953,.
Elle meurt le 25 novembre 1967, dans son domicile situé square de Clignancourt.